# Antonio García Varela
Antonio García Varela, né à Carballiño le 8 août 1875 et mort à Madrid le 30 août 1942, est un biologiste, académicien et conservateur muséal espagnol.

## Biographie
Fils d'un avocat et l'ainé d'une famille de six frères, Antonio García Varela effectue des études d'entomologie, devenant spécialiste de la famille des Reduviidae aux Musées des Sciences de Paris et de Berlin et obtenant son doctorat avec la thèse Réduvides africains.
En 1905, Antonio devient enseignant titulaire à l'Université de Saint-Jacques-de-Compostelle, où il transforme le Cabinet d'Histoire naturelle en musée. En 1909, il constitue une délégation de la Royale Société Espagnole d'Histoire Naturelle pour organiser les collections d'histoire naturelle gallégues. En 1919, il obtient la chaire de physiologie végétale à l'Université centrale de Madrid. Il est un temps conservateur du Musée des sciences naturelles de Madrid. En 1925, il préside la Société royale espagnole d'histoire naturelle et, en 1930, il est nommé directeur du Jardin botanique de Madrid, en remplacement de son professeur Ignacio Bolívar Urrutia, poste qu'il occupe jusqu'en 1937.
Se trouvant à Madrid lors du déclenchement coup d'État du 18 juillet 1936, García Varela refuse de partir pendant la guerre, perdant sa chaire avec la prise de la ville.
En 1938, il est élu membre de l'Académie royale des sciences exactes, physiques et naturelles, mais meurt en 1942 sans jamais prendre ses fonctions. Il est également membre de la Société entomologique de France, de la Société botanique de France et membre de l'Académie internationale d'histoire des sciences.